# 花山院持忠
花山院 持忠（かさんのいん もちただ）は、室町時代前期から中期にかけての公卿。権大納言・花山院忠定の子。官位は正二位・内大臣、贈太政大臣。花山院家14代当主。

## 経歴
応永29年（1422年）に従三位となり公卿に列する。参議・伊予権守・権中納言を経て、正長元年（1428年）に権大納言となる。永享2年（1430年）従二位・造営上卿となる。永享9年（1437年）右近衛大将に、永享13年（1440年）には内大臣に任じられる。嘉吉2年（1442年）に右大将を辞し、翌年には内大臣も辞した。文安5年（1448年）に44歳で出家。薨去後に太政大臣が追贈された。
なお『看聞御記』には、父・忠定に相続人がおらず花山院家の家門が断絶しかかったため、「南方近衛息」（南朝関白近衛経忠の末裔）を密かに迎えて、4代将軍・足利義持の加冠によって元服してその偏諱を受けたとする記述があるが、真相は不明である。

## 系譜
- 父：花山院忠定
- 母：不詳
- 妻：不詳
  - 男子：教助
  - 男子：花山院定嗣
  - 男子：花山院政長
  - 女子：花山院兼子 - 後土御門天皇後宮